# Anhinga d'Amérique
Anhinga anhinga
Espèce
Statut de conservation UICN

 LC  : Préoccupation mineure
L'Anhinga d'Amérique (Anhinga anhinga) est une espèce d'oiseau aquatique de la famille des Anhingidae vivant dans les parties les plus chaudes du continent américain. Le mot « Anhinga » vient de la langue tupi du Brésil et veut dire « oiseau-diable » ou « oiseau-serpent ».

## Description
D'une longueur moyenne du corps de 85 à 89 cm, une envergure de 117 cm et un poids de 1 350 g, c'est un oiseau piscivore, aux pattes palmées, au plumage sombre, avec un cou très long, qui nage souvent avec seulement ce dernier au-dessus de l'eau. Lorsqu'il nage ainsi, on comprend aisément son nom d'oiseau-serpent, puisque seul son cou coloré apparaît au-dessus de l'eau et qu'il ressemble à un serpent prêt à frapper. Cet oiseau présente une longue queue en éventail de couleur noire avec l'extrémité brun chamois. Le bec est jaune. Les couvertures sus-alaires sont gris argent. Le dimorphisme sexuel est net puisque la femelle a la tête et le cou brun chamois au lieu de noir.

## Répartition
Comme son nom l'indique, cet oiseau peuple une partie de l'Amérique.
Plutôt habitué à résider dans des régions chaudes (Brésil, Amérique centrale, Floride, Louisiane), cet oiseau est désormais observé plus au nord, notamment dans l'État américain du Maryland, où il niche.
Il a également été observé, encore plus au nord, en juillet 2024, dans l'État du Maine. Cette évolution pourrait être due au réchauffement climatique.

## Habitat
Cette espèce fréquente les rivières, les marais et les lagunes.

## Comportement
Contrairement au canard, l'Anhinga n'est pas en mesure d'imperméabiliser ses plumes en utilisant de l'huile produite par la glande uropygienne. Par conséquent, les plumes deviennent vite saturées d'eau, rendant l'oiseau à peine capable de flotter. Toutefois, cela lui permet de plonger facilement et de rechercher ses proies sous l'eau, tels que poissons et amphibiens. Il peut rester en plongée pendant des durées importantes.
Si nécessaire, l'Anhinga va sécher ses ailes et ses plumes. Il va se tenir perché pendant de longues périodes avec ses ailes déployées pour se sécher, tout comme les cormorans. S'il tente de s'envoler pendant que ses ailes sont humides, il a beaucoup de peine à sortir de l'eau et s'envole en battant vigoureusement des ailes tout en « courant » sur l'eau.
Les Anhingas cherchent souvent leur nourriture isolément mais parfois en petits groupes.

## Nidification
L'Anhinga d'Amérique se reproduit en colonies, souvent avec d'autres oiseaux aquatiques.

## Systématique

### Taxonomie
L'Anhinga d'Amérique est étroitement lié aux Anhingas roux d'Asie (Anhinga melanogaster), aux Anhingas d'Afrique (Anhinga rufa) et aux Anhingas d'Australie (Anhinga novaehollandiae).

### Sous-espèces
D'après la classification de référence (version 14.1, 2024) de l'Union internationale des ornithologues, l'Anhinga d'Amérique possède 2 sous-espèces (ordre philogénique) :
- Anhinga anhinga leucogaster (Vieillot, 1816) ;
- Anhinga anhinga anhinga (Linnaeus, 1766).

## Galerie

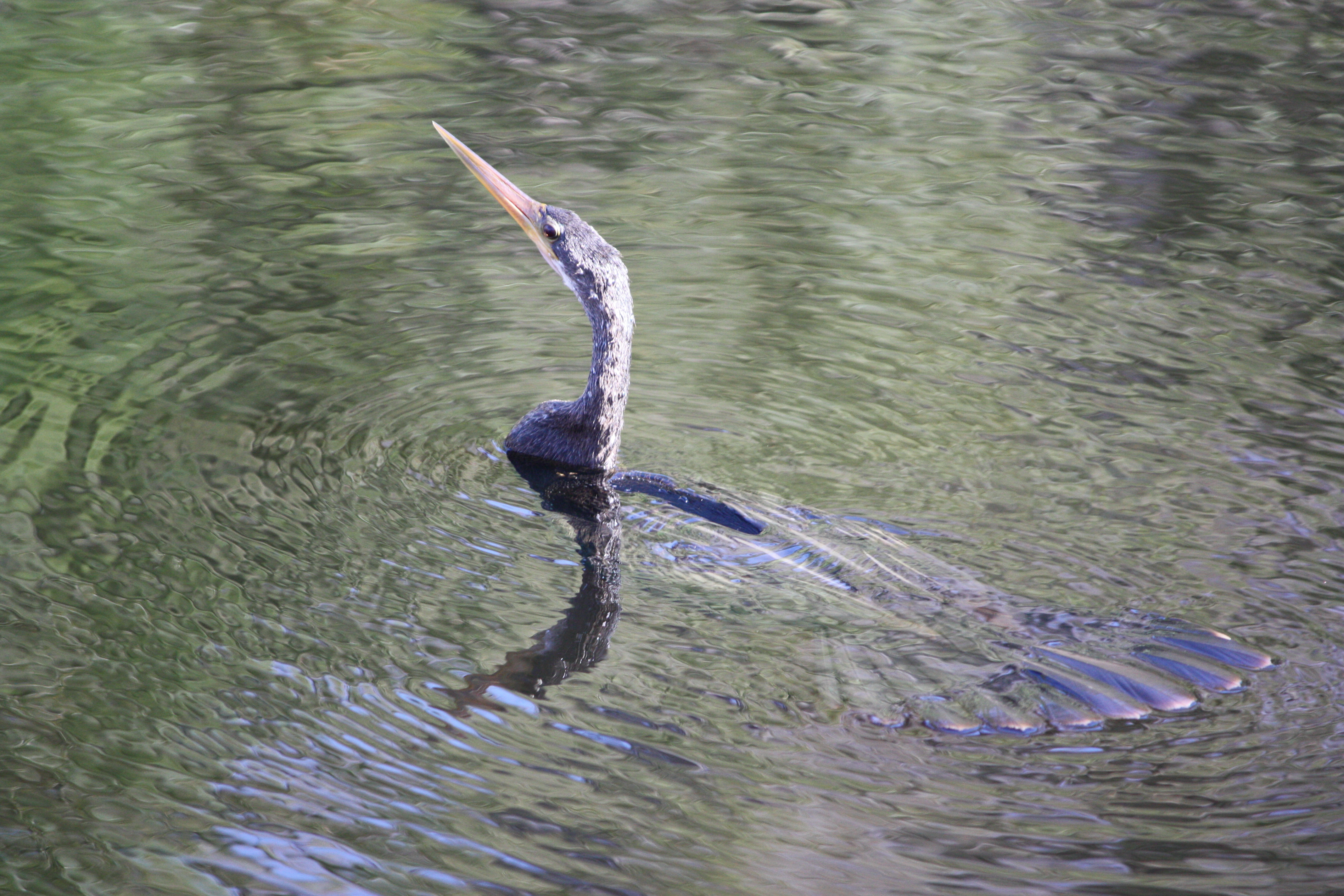
En train de nager.
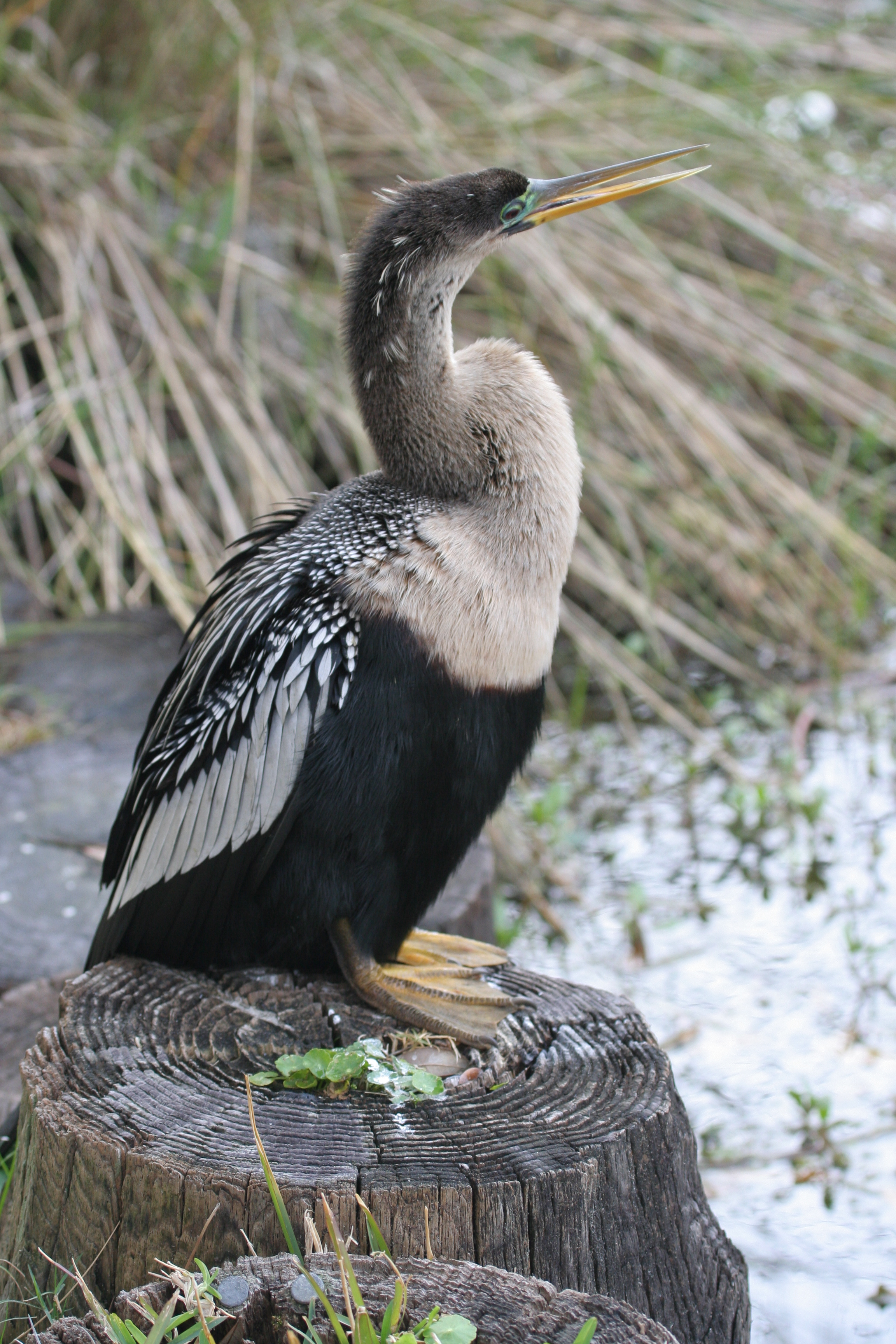
Femelle.
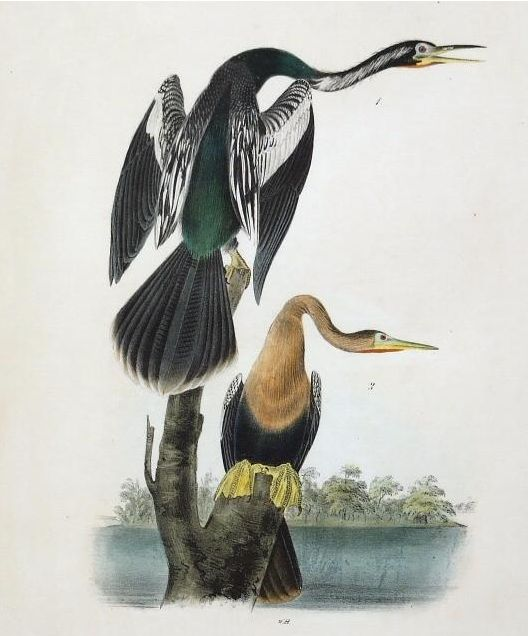
Mâle et femelle.